# Курцево
Курцево (пол. Kurcewo) — село в Польщі, у гміні Старґард Старгардського повіту Західнопоморського воєводства.
Населення — 125 осіб (2011).

## Демографія
Демографічна структура станом на 31 березня 2011 року:
|          | Загалом | Допрацездатний вік | Працездатний вік | Постпрацездатний вік |
| -------- | ------- | ------------------ | ---------------- | -------------------- |
| Чоловіки | 60      | 12                 | 44               | 4                    |
| Жінки    | 65      | 17                 | 34               | 14                   |
| Разом    | 125     | 29                 | 78               | 18                   |